# Gotha T59E
Gotha T59E/B59E – typ tramwaju, który wytwarzany był w latach 1959–1960 we wschodnioniemieckich zakładach VEB Waggonbau Gotha. Tramwaje tego typu eksploatowano na terenie NRD oraz ZSRR. Oznaczenie pochodzi od słów Einheits-Trieb- bzw. Beiwagen, Konstruktionsjahr 1959, które w tłumaczeniu na język polski oznaczają „pojedynczy wagon silnikowy (lub doczepny), wyprodukowany w 1959 roku”.

## Konstrukcja
W stosunku do poprzednika wprowadzono następujące modyfikacje:
- możliwość wyprodukowania normalnotorowych lub szerokotorowych wagonów jednokierunkowych
- blaszany dach
- wnętrze wykończone jasnym drewnem
- metalowe ramy okienne
- tylne światła o średnicy 80 mm

## Inne oznaczenia
Wagony silnikowe otrzymały oznaczenie T59E, natomiast doczepne oznaczenie B59E. Ponieważ dopiero w 1960 r. rozpoczęto dostawy tych tramwajów do miast NRD, w literaturze można także znaleźć oznaczenia ET60, T60 lub T 60 E. Odmiana wyprodukowana dla Erfurtu posiadała pojedyncze rzędy siedzeń pod oknami i oznaczona została jako T2-60 (wagony silnikowe) i B2-60 (wagony doczepne).
Oznaczenie T59 zostało także nadane tramwajom typu T57 z późniejszej serii produkcyjnej. Nie ma jednak potwierdzonej informacji, że takie oznaczenie przydzielone zostało wagonom jeszcze w fabryce. Prawdopodobnie doszło do niewłaściwego odczytania oznaczenia TF 59, które nadano berlińskim tramwajom typu T57.

## Zdjęcia

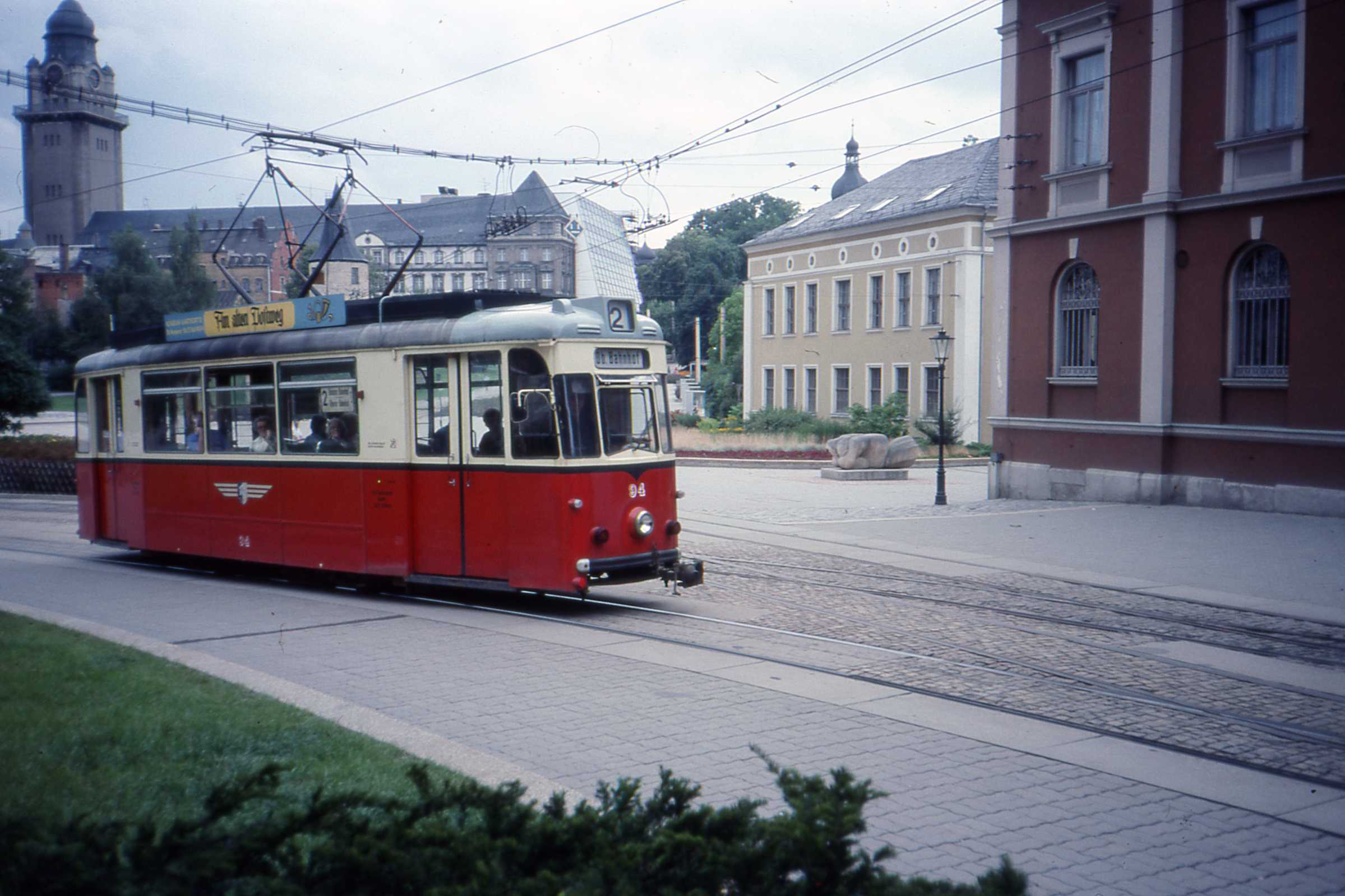
Gotha T59E w Plauen, 1989 r.
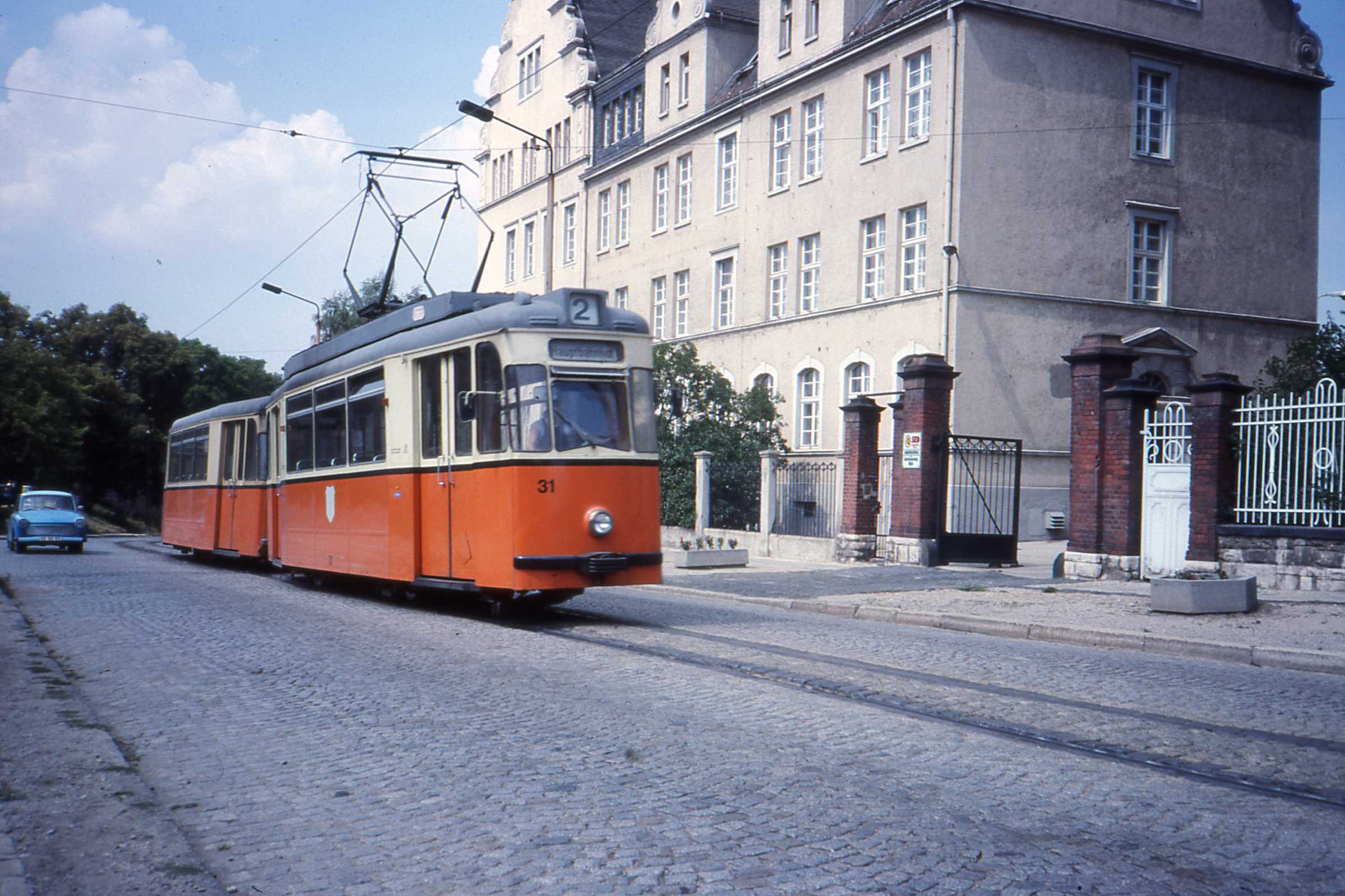
Skład T59E+B59E w Naumburgu, 1989 r.
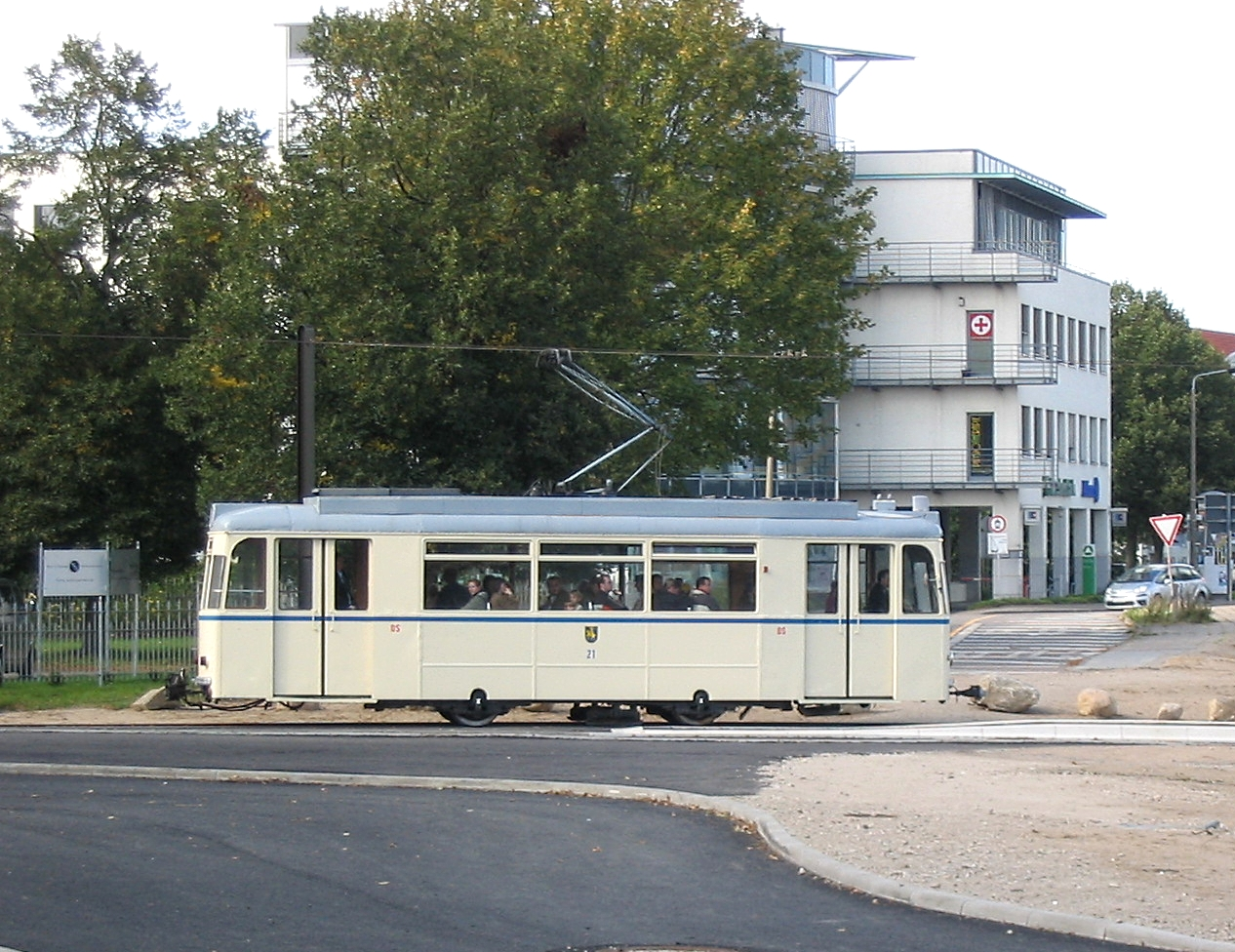
Gotha T59E w Schwerinie, 2007 r.